# Squeeze (The Walking Dead)
«Presión» —título original en inglés: «Squeeze»— es el noveno episodio de la décima temporada de la serie de televisión The Walking Dead y estreno de mitad de temporada. Se estrenó el día 21 de febrero de 2020 en exclusividad para AMC Premium, por medio de pago para ver el episodio, el día 23 de febrero se estrenó para AMC en todo Estados Unidos. Fue dirigido por Michael E. Satrazemis y el guion estuvo a cargo de David Leslie Johnson-McGoldrick. Fue estrenado el 24 de febrero de 2020 por la cadena Fox en España e Hispanoamérica.

## Trama
Daryl, Carol, Aaron, Jerry, Connie, Kelly y Magna están en la cueva rodeados por una horda de caminantes. Alpha observa desde arriba cómo Carol le grita llena de ira. El grupo comienza a moverse a través de la cueva en busca de una salida. Magna confronta a Carol por perseguir a Alpha y atraparlos a todos. Daryl le dice a Carol que deje de buscar venganza contra Alpha, Carol le dice "No solo quiero matar a Alpha. Quiero que se arrepienta de todo, suplicar perdón y luego quiero matarla". El grupo pronto es atacado por un grupo de Susurradores, logran liquidarlos a excepción de algunos que logran escaper. Los siguen para encontrar la salida y comienzan a escurrirse a través de los túneles estrechos, donde Carol sufre ataques claustrofóbicos y recibe Consuelo de parte de Connie. Jerry casi es mordido por un caminante mientras lidia con una fuerte presión a través de los túneles.
El grupo ingresa a una antigua estación minera donde encuentran una posible salida y una caja de dinamita. Carol huye con un cartucho de dinamita con la intención de destruir la horda de abajo. Carol casi cae en el agujero, pero Daryl la salva, sin embargo, deja caer la dinamita y explota debajo. La cueva comienza a colapsar cuando el grupo comienza a salir a través de la estación de la mina de arriba, con Jerry apoyando una viga para ayudarlos a escapar. Kelly y Aaron escapan y son atacados por Susurradores, logran matarlos. Connie y Magna buscan a Daryl y Carol y los ayudan a escapar, pero se quedan atrás para proteger a Jerry de los ataques de los Susurradores. Jerry ya no puede soportar el peso de la viga y escapa por el agujero, mientras que Connie y Magna quedan atrapadas, debido a que el resto de la dinamita explota de inmediato y la cueva implota. Daryl intenta remover los escombros, pero es un esfuerzo infructuoso. Carol se culpa por lo que ha sucedido. Daryl ordena a todos que se vayan a casa y les informen dónde está la horda mientras busca otra entrada a la cueva.
En el campamento de los Susurradores, Alpha le dice a Beta y Gamma que el otro grupo debe haber estado enviando espías a través de la frontera y Alpha asigna más guardias en las fronteras. Alpha envía a Gamma para llevar un mensaje a su espía en Alexandría. Negan sugiere a Alpha que Gamma puede ser la traidora, pero ella lo amenaza y le dice que no propague paranoia entre el campamento. Más tarde, Alpha le dice a Beta que ella cree que Gamma es realmente la traidora y quiere que él la rastree y la lleve de regreso al campamento, para que Alpha pueda matarla. Alpha lleva a Negan a las profundidades del bosque y cree que ella lo va a matar. Alpha le ordena que se desnude mientras ella también lo hace. Alpha lo recompensa por detectar al espía y le dice: "Eres un hombre grosero, calculé que podrías apreciar una recompensa grosera" y los dos comienzan a besarse.
ˈ

## Recepción

### Recepción crítica
"Squeeze" recibió críticas generalmente positivas. En Rotten Tomatoes, el episodio tiene un índice de aprobación del 94% con un puntaje promedio de 7.15 de 10, basado en 18 revisiones. El consenso crítico del sitio dice: "Squeeze regresa a los televidentes a la décima temporada de TWD con una historia claustrofóbica que detiene el corazón y enriquece la fuerte dinámica entre Carol y Daryl." Ron Hogan de Den of Geek calificó el episodio 3 de 5 estrellas.

### Calificaciones
"Squeeze" recibió una audiencia total de 3.52 millones, con una calificación de 1.2 en adultos de 18 a 49 años. Fue el programa de cable mejor calificado de la noche y el episodio más visto de la temporada 10 después del episodio de estreno, sin embargo, es el episodio de estreno de mitad de temporada más bajo de la serie.